# براد بارك
براد بارك هو لاعب هوكي الجليد كندي، ولد في 6 يوليو 1948 في تورونتو في كندا.

## وصلات خارجية
- براد بارك على موقع دوري الهوكي الوطني (الإنجليزية)
- براد بارك على موقع EliteProspects.com (الإنجليزية)
- براد بارك على موقع HockeyDB.com (الإنجليزية)
- براد بارك على موقع Hockey-Reference.com (الإنجليزية)
- براد بارك على موقع قاعة كندا للمشاهير الرياضية (الإنجليزية)
- براد بارك على موقع إن إن دي بي (الإنجليزية)